# Даль, Иван Матвеевич
Ива́н Матве́евич Даль (дат. Johan Christian Dahl, 1764  — 21 октября 1821) — лингвист, доктор медицины, статский советник, отец В. И. Даля.

## Биография
Йохан (Иоганн) Кристиан Даль родился в Дании, прошёл курс наук богословского факультета в Германии. Он знал немецкий, английский, французский, русский, идиш, латынь, греческий и древнееврейский язык, был богословом и медиком. Известность его как лингвиста достигла императрицы Екатерины II, которая вызвала его в Петербург на должность придворного библиотекаря. Иоганн Даль позднее уехал в Йену, прошёл там курс врачебного факультета и возвратился в Россию с дипломом доктора медицины. Российская медицинская лицензия гласит: «Иван Матвеев сын Даль 1792 года марта 8 числа удостоен при экзамене в Российской империи медицинскую практику управлять».
6 ноября 1792 поступил врачом в Гатчинскую волость, 15 февраля 1796 уволился по прошению и 10 апреля того же года, был назначен в город Петрозаводск, в Олонецкое наместничество, а затем определился в Луганский (Екатеринославской губернии) казенный литейный завод, в 1797 перешел врачом в морское ведомство и поселился в Николаеве (Херсонской губернии).
В 1799 принял российское подданство вместе с русским именем Иван Матвеевич Даль. Как многие иностранцы, принявшие русское подданство, Иван Матвеевич был горячим русским патриотом.
Выслужив в 1814 году дворянство, Иван Матвеевич, старший лекарь Черноморского флота, получил право на обучение своих детей в Петербургском морском кадетском корпусе за казённый счёт.
Умер 5 октября 1821 в Николаеве, в чине статского советника.

## Семья
Иван Даль в Петербурге женился на Юлии Христофоровне Фрейтаг, у них родились две дочери (Паулина и Александра) и четверо сыновей. Братьями Паулины и Александры были:
- Владимир (1801—1872) — русский писатель, этнограф и лексикограф, собиратель фольклора, военный врач.
- Карл (1802—1828), до конца жизни прослужил на флоте, проживал и похоронен в Николаеве, детей не имел.
- Лев (1807—1831), убит польскими повстанцами.
- Павел (1813—19.10.1836), был болен чахоткой и по состоянию здоровья часто проживал вместе с матерью в Италии, где и похоронен на римском кладбище Тестаччо[3], детей не имел.

Юлия Даль свободно владела пятью языками. Бабушка по материнской линии Владимира Ивановича — Мария Ивановна (Мария Франциска Регина) Фрейтаг (урождённая Пфундгеллер) — происходила, предположительно, из рода французских гугенотов де Мальи, занималась русской литературой. Известны её переводы на русский язык С. Гесснера и А. В. Иффланда. Дед Кристоф Фрейтаг — коллежский асессор, чиновник ломбарда, эконом шляхетского корпуса в Санкт-Петербурге и чиновник императорских театров. Будущий тесть отца Даля был недоволен филологическим образованием зятя и фактически вынудил его получить медицинское образование, поскольку считал профессию врача одной из немногих «доходных и практических профессий».